# Arctia mirabilis
Arctia mirabilis là một loài bướm đêm thuộc phân họ Arctiinae, họ Erebidae.